# Grossera major
Grossera major är en törelväxtart som beskrevs av Ferdinand Albin Pax. Grossera major ingår i släktet Grossera och familjen törelväxter.
Artens utbredningsområde är Kamerun. Inga underarter finns listade i Catalogue of Life.